# Ninove
Ninove, ort och kommun i Östflandern, Belgien med 35 651 invånare (1/1 2006).

## Historia
Orten fanns redan på 1000-talet och har varit en del av Romerska riket, Frankrike och Spanien.
Under 1800-talet industrialiserades Ninove och vid tiden för första världskriget var staden centrum för den flamländska tändsticksindustrin som dock blev mindre viktig och den sista fabriken stängdes sent på 1970-talet.

## Personer från Ninove
- Johannes Despauterius, flamländsk humanist
- Johan Evenepoel, belgisk kompositör
- Romain Gijssels, professionell cyklist
- Willy Roggeman, författare och jazzmusiker
- Wesley Sonck, fotbollsspelare som spelade 39 matcher i det belgiska landslaget
- Kevin Van Der Perren, olympisk skridskoåkare
- Louis Waltniel, liberal politiker och industrialist

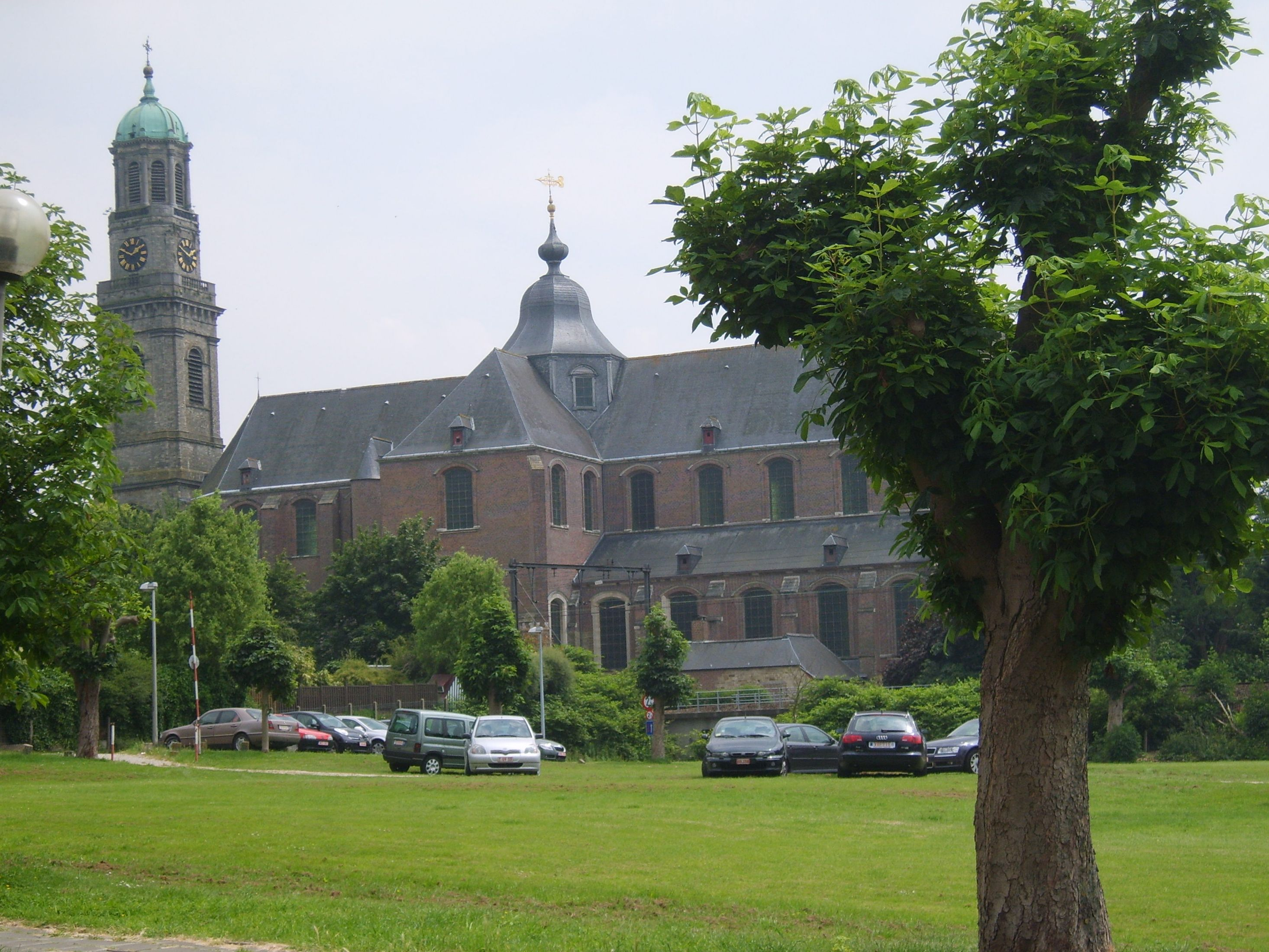
Kyrkan i Ninove.